# Кусур
Кусур (авар. Гьочотӏа — на лощине) — село в Рутульском районе Дагестана. Входит в Кальяльский сельсовет.

## Этимология
Название Кусур является искаженной формой аварского Кьенсер, то есть Тленсерух. Эта форма утвердилась в русских официальных документах, а также в устной терминологии представителей аппарата, действовавших в рамках чиновничьей системы Российской империи, через тюркоязычных переводчиков и писарей.

## Географическое положение
Село расположено в верховье реки Самур, в устье реки Даккичай, на северном склоне Главного Кавказского хребта в 50 км к северо-западу от села Рутул.

## Население
| 1895 | 1926 | 1939 | 1970 | 1989 | 2002 | 2010 |
| ---- | ---- | ---- | ---- | ---- | ---- | ---- |
| 518  | ↘216 | ↘120 | ↗307 | ↗449 | ↗642 | ↘612 |
| 2021 |      |      |      |      |      |      |
| ↗719 |      |      |      |      |      |      |

По переписи 2002 года в селе проживало 638 человек (по-видимому, сюда же включено население кутана Камбулат, расположенного в Бабаюртовском районе). Единственное аварское село в районе.
В Кусуре в 1886 году было 123 хозяйства — 323 мужчины и 257 женщин, всего 590 человек. Сенокосов на 700 пудов сена, пашни на 1790 пудов посева. Къайев (летних пастбищ) на 10 000 десятин. Кусуру принадлежали 2552 десятины в Ширакской степи. В селе 1 мельница, 238 лошадей, 4 осла, 497 голов КРС и 4744 овцы.

## Кварталы
Кварталы: Кӏомурди уба, Гьахъди уба, Исмалазол уба, Тӏин-Мухӏамал уба (за речкой), Огболиял (1-й квартал на этой стороне речки) и т. д.